# Aldehuela de Periáñez
Aldehuela de Periáñez es un municipio y localidad española de la provincia de Soria,  en la comunidad autónoma de Castilla y León. El término municipal, que incluye también los núcleos de Canos y Torretartajo, tiene una población de 30 habitantes (INE 2024).

## Geografía
El municipio forma parte de la comarca de Frentes y del partido judicial de Soria.

## Historia
El Censo de Pecheros de 1528, en el que no se contaban eclesiásticos, hidalgos y nobles, registraba la existencia 26 pecheros, es decir unidades familiares que pagaban impuestos.  En el documento original figura como Aldehuela de Periañes, formando parte del Sexmo de San Juan.
A la caída del Antiguo Régimen la localidad se constituyó en municipio constitucional en la región de Castilla la Vieja que en el censo de 1842 contaba con 25 hogares y 120 vecinos. A mediados del siglo XIX, la aldea tenía contabilizadas 28 casas. Aparece descrita en el primer volumen del Diccionario geográfico-estadístico-histórico de España y sus posesiones de Ultramar de Pascual Madoz de la siguiente manera:

ALDEHUELA DE PERIAÑES: v. con ayunt. de la prov., adm. de rent. y part. jud. de Soria (3 leg), aud. terr. y c. g. de Búrgos, dióc. de Osma: sit. en una llanura á la falda de una sierra llamada del Almuerzo, es batida por el viento N. y sin embargo su clima no deja de ser templado. Lo forman 28 casas de regular construccion que reunen las comodidades necesarias al género de vida de sus hab.; con 4 calles anchas y rectas, aunque no uniformes por haber algunas heredades intermedias, cerradas de piedra: las dos principales cruzan de N. á S., siendo trasversales las restantes; tiene casa de ayunt., pósito, una plaza con un buen juego de pelota y una igl. parr. cuya advocacion titular es de S. Juan Bautista, teniendo por anejo á S. Andrés: la sirve un párroco. El edificio es de mediana arquitectura, y se ignora la época de su fundacion, pero atendiendo al género de su construccion, se conoce es muy ant. Hay en el mismo pórtico de la igl. un cuadro cementerio; tiene una escuela de instruccion primaria, dirigida por el sacristan, el que recibe 4 celemines de trigo por cada alumno. En sus inmediaciones se encuentra una ermita, y una fuente á la que hay que descender, para tomar el agua, por 5 escalones de piedra labrada, formando á los estremos dos paredes de mamposteria, la pila es un perfecto cuadro, bastante profundo, de piedra de silleria y concluye con un arco de la misma materia que la cubre toda. Confina el térm. por N. con Canos, por E. con Arancon, al S. con los de Tozalmoro y Mazalvete, y al O. con el de Fontecha, por todos puntos se estiende 1/4 de leg. En él se encuentran varios pastos bastante buenós, un monte que ha sido muy poblado de Carrascal, pero la desidia, y mal arreglo de los naturales lo han hecho desaparecer, existiendo ya solo marojo. Corre por él un riach. sin nombre, sobre el cual hay puente de silleria de dos arcos, con poca altura, las márg. de este r. están hermoseadas por diversidad de árboles. El terreno es de buena calidad, en sus dos terceras partes, y el resto arenoso. Sus caminos están reducidos á una carretera bastante estropeada que pasa inmediato á la pobl. Prod.: trigo puro, centeno, cebada y visaltos: pobl. 25 vec.: 120 alm.: cap. imp.: 29,769 con 10 mrs.
(Madoz, 1845, p. 515)

A mediados del siglo XIX crece el término del municipio porque incorpora a Canos. El 2 de julio de 1975 esta localidad dejó de ser Entidad Menor Local y se integró plenamente en el Ayuntamiento cuando ya sólo contaba con dos vecinos.

## Demografía
Cuenta con una población de 30 habitantes (INE 2024).
| Gráfica de evolución demográfica de Aldehuela de Periáñez entre 1842 y 2021 |
| |
| Población de derecho según los censos de población del INE Población de hecho según los censos de población del INEEntre el censo de 1857 y el anterior, crece el término del municipio porque incorpora a 425020 (Canos) |

### Población por núcleos
| Núcleos               | Habitantes (2000) | Habitantes (2009) |
| --------------------- | ----------------- | ----------------- |
| Aldehuela de Periáñez | 33                | 41                |
| Canos                 | 8                 | 10                |
| Torretartajo          | 2                 | 2                 |

## Economía
La economía del pueblo se basa sore todo en los cereales, y antiguamente, en la ganadería ovina. De Aldehuela de Periáñez es muy apreciada la piedra arenisca que hay en la sierra del Almuerzo.